# Marcel Nowak
Marcel Nowak (Piennes, 10 luglio 1934 – 24 dicembre 1985) è stato un calciatore francese, di ruolo difensore.

## Carriera
Nowak inizia la carriera nell'Olympique Lione, con cui vince la Division 2 1953-1954 ed ottenendo la promozione in massima serie. Rimane in forza al club di Lione sino al 1957, disputando quattro stagioni nella prima divisione.
Nel 1957 si trasferisce al Monaco, divenendone una delle colonne nella prima metà degli anni sessanta.
Nella sua prima stagione con i monegaschi, la Division 1 1957-1958, ottiene il terzo posto finale. Nella stagione 1959-1960, chiusa in campionato al quarto posto, vince con il suo club la Coupe de France.
La stagione seguente, dopo aver giocato nella Supercoppa persa contro lo Stade Reims, vince il campionato e la Coppa Charles Drago. Nell'estate 1961 il suo club vince la Supercoppa di Francia, incontro nel quale non scende in campo, e nello stesso anno esordisce nella Coppa dei Campioni 1961-1962, giocando entrambi gli incontri del primo turno contro il Rangers.
Nella stagione 1962-1963 torna all'Olympique Lione con cui ottiene il quinto posto in campionato e raggiunge la finale della Coppa di Francia, persa contro la sua vecchia squadra, il Monaco.
La stagione seguente torna al Monaco. Con i monegaschi chiude il torneo al secondo posto in campionato, oltre che raggiungere gli ottavi di finale della Coppa dei Campioni 1963-1964. Terminerà l'esperienza con il club rivierasco nel 1966.
Nella stagione 1967 si trasferisce in America per giocare nel Chicago Spurs, società militante nella neonata NPSL. Nel corso della stagione passa al St. Louis Stars ottenne il secondo posto nella Western Division.

## Palmarès
- Division 2: 1

Olympique Lione: 1953-1954
- Coppa di Francia: 1

Monaco: 1959-1960
- Campionato francese: 1

Moncaco: 1960-1961
- Coppa Charles Drago: 1

Monaco: 1961
- Supercoppa francese: 1

Monaco: 1961